# Giovanni Scalzo
Giovanni Scalzo (* 17. März 1959 in Messina) ist ein ehemaliger italienischer Säbelfechter.

## Erfolge
Giovanni Scalzo gewann drei Medaillen mit der Mannschaft bei Weltmeisterschaften. 1982 in Rom und 1993 in Essen wurde er mit ihr Vizeweltmeister sowie 1983 in Wien Dritter. 1983 wurde er zudem in Lissabon im Einzel und mit der Mannschaft Europameister. Er nahm an vier Olympischen Spielen teil. 1980 in Moskau gewann er mit der Mannschaft die Silbermedaille. Vier Jahre darauf belegte er in Los Angeles im Einzel den siebten Rang. Mit der Mannschaft erreichte er ungeschlagen das Gefecht um Gold, in dem sich die italienische Equipe gegen Frankreich mit 9:3 durchsetzte und damit Olympiasieger wurde. Bei den Olympischen Spielen 1988 in Seoul belegte er in der Einzel- und der Mannschaftskonkurrenz jeweils den Bronzerang. Ohne Medaillengewinn verliefen Scalzos vierte Olympischen Spiele in Barcelona: im Einzel verpasste er knapp eine Medaille, nachdem er im Gefecht um Bronze Jean-François Lamour unterlag und den vierten Platz erreichte. Mit der Mannschaft wurde er Achter.